# Andrej Jeliazkov
Andrej Jeliazkov  est un footballeur bulgare, né le 9 juillet 1952 à Radnevo, Stara Zabora (Bulgarie). Il évoluait au poste de milieu de terrain.

## Biographie
Andrej Jeliazkov commence à jouer dans le club de sa ville natale, le PFC Minyor Radnevo. Puis il est recruté par le PFC Slavia Sofia. Avec ce club, il remporte deux Coupes de Bulgarie en 1972 et en 1980 et devient international en 1974.
En 1981, il part jouer à l'étranger, d'abord au Feyenoord Rotterdam où il réalise le doublé Coupe-Championnat des Pays-Bas en 1984 aux côtés de Johan Cruijff et Ruud Gullit. Il est transféré ensuite au RC Strasbourg la même année. 
Il rejoint en 1986, le K Beerschot VAV. Après une dernière saison au PFC Slavia Sofia, il termine sa carrière professionnelle en 1989. 
Andrej Jeliazkov participe à la Coupe du monde 1986 avec la Bulgarie. Lors de cette compétition, il dispute trois matchs : un face à l'Italie, un face à la Corée du Sud, et enfin une rencontre face à l'Argentine. La Bulgarie atteint les huitièmes de finale de la compétition, en se faisant éliminer par le Mexique.
Après sa carrière de joueur, Andrej Jeliazkov se reconvertit en entraîneur. Il dirige les joueurs du PFK Levski Sofia pendant cinq saisons, de 1992 à 1997.
Il devient ensuite agent de joueurs. Puis à compter de 2004, il est « scout » pour le compte du Feyenoord Rotterdam.

## Palmarès

### Joueur
- International bulgare de 1974 à 1986 (54 sélections et 14 buts marqués)
- Champion des Pays-Bas en 1984 avec le Feyenoord Rotterdam
- Vainqueur de la Coupe des Pays-Bas en 1984 avec le Feyenoord Rotterdam
- Vainqueur de la Coupe de Bulgarie en 1975 et 1980 avec le Slavia Sofia
- Finaliste de la Coupe de Bulgarie en 1972 avec le Slavia Sofia
- Élu footballeur bulgare de l'année 1980

### Entraîneur
- Champion de Bulgarie en 1993, 1994 et 1995 avec le Levski Sofia
- Vainqueur de la Coupe de Bulgarie en 1994 avec le Levski Sofia
- Finaliste de la Coupe de Bulgarie en 1996 et 1997 avec le Levski Sofia